# Helge Walentowski
Helge Walentowski (* 1964 in München) ist ein deutscher Forstwissenschaftler und Professor für Vegetations- und Bodenkunde sowie Naturschutz an der Hochschule für Angewandte Wissenschaft und Kunst (HAWK) in Göttingen.

## Leben
Helge Walentowski studierte zunächst Landespflege an der Hochschule Weihenstephan und anschließend Forstwissenschaften an der Albert-Ludwigs-Universität Freiburg, wo er 1998 er bei Albert Reif mit der Arbeit Die Weißtannen-Waldgesellschaften Bayerns – eine vegetationskundliche Studie mit europäischem Bezug, mit waldbaulichen Anmerkungen und naturschutzfachlicher Bewertung zum Dr. rer. nat. promoviert wurde.
Ab 1999 war er an der Bayerischen Landesanstalt für Wald und Forstwirtschaft (LWF) in Freising tätig, zunächst als wissenschaftlicher Mitarbeiter, ab 2005 als Sachgebietsleiter für Naturschutz und schließlich als Projektleiter für Natura 2000. Im Jahr 2001 erhielt er für die Neubearbeitung der Karte der regionalen natürlichen Waldgesellschaften Bayerns nach Hauptbaumarten den Hanskarl-Goettling-Preis, der seit 1988 von der Hanskarl-Goettling-Stiftung für besondere Leistungen in der angewandten forstlichen Forschung vergeben wird. Die Karte und das darauf abgestimmte Handbuch der natürlichen Waldgesellschaften Bayerns – das seit seiner ersten Veröffentlichung im Jahr 2004 bis zu seiner vierten Auflage 2020 kontinuierlich weiterentwickelt wurde – geben fachliche Orientierung für eine naturnahe Waldbewirtschaftung, sowohl im Studium als auch in der forstlichen Praxis.
Von 2001 bis 2003 war Walentowski Lehrbeauftragter für Vegetationskunde I (Geobotanik) und II (Vegetation Mitteleuropas) an der Fachhochschule Weihenstephan/Fachbereich Landschaftsarchitektur.
In seinen Jahren bei der LWF veröffentlichte Walentowski zahlreiche Beiträge in deren Fachzeitschrift LWF aktuell. Er ist zudem Autor mehrerer Fach- und Sachbücher.
Seit 2015 ist Walentowski Professor an der Fakultät Ressourcenmanagement der HAWK Göttingen. Er ist zudem Research & Development Manager des Netzwerks Nachhaltiges Ressourcenmanagement Lateinamerika und Spanien. Dazu hat er während seiner Amtszeit als Dekan der HAWK-Fakultät Ressourcenmanagement (2019 bis 2023) die vom ehemaligen HAWK-Präsidenten Martin Thren initiierten Aktivitäten ausgebaut. Ziel ist es, Innovationen im Bereich „Auswirkungen von Landnutzung und Klimawandel auf Waldökosysteme“ voranzutreiben, neue Projektideen und Kooperationen zu entwickeln oder bestehende zu verbessern, die Internationalisierung zu fördern und Risiken und Unwägbarkeiten der globalen Polykrise in Chancen zu verwandeln. Im Zusammenhang mit diesen Bemühungen und Aktivitäten erhielt Walentowski auch Ehrungen einer Universität in Peru (siehe Auszeichnungen).

## Forschung
Seine Forschungsaktivitäten haben ihren Schwerpunkt in der Verbindung von Standorts- und Vegetationskunde mit Fragen des Naturschutzes. Er ist an regionalen, nationalen und internationalen Forschungsprojekten beteiligt, die praxisorientierte und grundlagenwissenschaftliche Aspekte sowie interdisziplinäre Waldforschung mit Technikeinsatz (z. B. C-Isotopenanalyse, LiDAR-Laserscanning) verknüpfen, beispielsweise im Projekt KLIMNEM – Nachhaltige Waldbewirtschaftung temperater Laubwälder. In diesem Kontext ist er maßgeblich an der Entwicklung des HAWK-Forschungsschwerpunktes Green Engineering und Ökosysteme beteiligt, den er eng mit dem Masterstudiengang Waldökosystemmanagement und Forstliche Bioökonomie verknüpft hat.

## Ehrenamtliche Tätigkeit
Seit 2003 engagiert Walentowski sich ehrenamtlich im Vorstand der Arbeitsgemeinschaft Forstliche Standorts- und Vegetationskunde (AFSV), einer Sektion des Deutschen Verbands Forstlicher Versuchsanstalten (DVFFA). Er ist einer der Schriftleiter von deren Fachzeitschrift Waldökologie, Landschaftsforschung und Naturschutz.

## Auszeichnungen
Im Jahr 2023 wurde Helge Walentowski von der Universidad Nacional Toribio Rodríguez de Mendoza de Amazonas in Chachapoyas (Peru) als „Personalidad Ilustre“ (dt. etwa: distinguierte Persönlichkeit) sowie als „Docente Honorario“ (dt. etwa: Ehrendozent) ausgezeichnet.

## Veröffentlichungen (Auswahl)
- Reif, A., Walentowski, H. (2008): The assessment of naturalness and its role for nature conservation and forestry in Europe (researchgate.net) (2008-06, PDF)
- Walentowski, H.; Bergmeier, E. (2009): Geobotanical assessment of forest habitat types of the Habitats Directive in northwestern Turkey (researchgate.net) (2009-07-01, PDF)
- Walentowski, H. et al. (2010): Sind die deutschen Waldnaturschutzgebiete adäquat für die Erhaltung der buchenwaldtypischen Flora und Fauna? (researchgate.net) (2010-05-08, PDF)
- Walentowski, H. et al. (2017): Assessing future suitability of tree species under climate change by multiple methods (researchgate.net) (2017-05-02, PDF)
- Walentowski, H. et al. (2018): Vegetation Succession on Degraded Sites in the Pomacochas Basin (Amazonas, N Peru). In: Sustainability, 10(3), 609 (researchgate.net) (2018-02-24, PDF)
- Walentowski, H. et al. (2020): Development of an Interdisciplinary Master of Forestry Program Focused on Forest Management in a Changing Climate (researchgate.net) (2020-06-02, PDF)

## Bücher (Auswahl)
- Walentowski, H. et al.: Handbuch der natürlichen Waldgesellschaften Bayerns. 4., überarb. Auflage. Geobotanica-Verlag, Freising 2020, ISBN 978-3-930560-05-9.
- Walentowski, H.; Bergmeier, E.; Evers, J. et al.: Vegetation und Standorte in Waldlandschaften Rumäniens – Plants and Habitats of Wooded Landscapes in Romania. Kessel-Verlag, Remagen-Oberwinter 2018, ISBN 978-3-945941-04-1.
- Walentowski, H.: Die Weißtannen-Waldgesellschaften Bayerns. Diss. Bot. 291, Berlin und Stuttgart 1998, ISBN 978-3-443-64203-7.